# Dolní Vilémovice
Dolní Vilémovice är en ort i Tjeckien.   Den ligger i regionen Vysočina, i den sydöstra delen av landet, 150 km sydost om huvudstaden Prag. Dolní Vilémovice ligger 473 meter över havet och antalet invånare är 393.
Terrängen runt Dolní Vilémovice är platt, och sluttar österut.Runt Dolní Vilémovice är det ganska glesbefolkat, med 40 invånare per kvadratkilometer. Närmaste större samhälle är Třebíč, 9,7 km nordväst om Dolní Vilémovice. Trakten runt Dolní Vilémovice består till största delen av jordbruksmark.